# ترنتینو
ترنتینو (به ایتالیایی: Trentino) یک منطقه خودمختار و یک استان ایتالیا است. ترنتینو به همراه آلتو آدیجه دو استانی هستند که ناحیه ترنتینو آلتو آدیجه تشکیل می‌دهند که خود یک منطقه خودمختار محسوب می‌شود. مرکز آن ترنتو، مساحت آن ۶٬۰۰۰ کیلومتر مربع (۲٬۳۰۰ مایل مربع) و جمعیتی حدود نیم میلیون نفر است. همچنین کوههای آن که بخشی از آلپ هستند معروفند.